# Fulladu East
Fulladu East é um distrito da Gâmbia.